# Estefany Oliveira
Pour les articles homonymes, voir Oliveira.
Estefany Oliveira, née le 1er décembre 1993 à Maracaibo, est une actrice vénézuélienne de telenovelas américaines.

## Biographie
En 2018, Estefany Oliveira tient le rôle de Megan Summers dans la série télévisée américaine Mi familia perfecta,.

## Filmographie
- 2012 : Corazón valiente (série télévisée) : Luciana
- 2013 : 11-11 En mi cuadra nada cuadra (série télévisée) : Sharon Restrepo
- 2013 : Pasión prohibida (série télévisée) : Paula (26 épisodes)
- 2016 : Silvana sin lana (série télévisée) : Génesis Paz (18 épisodes)
- 2017 : A New Beat (court métrage) : Gabby
- 2017 : La fan (série télévisée) : Nina (8 épisodes)
- 2017-2018 : Sangre de mi tierra (série télévisée) : Anita Carmona (43 épisodes)
- 2018 : Noches con Platanito (série télévisée)
- 2018 : Mi familia perfecta (série télévisée) : Megan Summers (47 épisodes)
- 2019 : Club 57 (série télévisée) : Mercedes y delaila